# Apen
De apen (Simiiformes) zijn een infraorde uit de orde der primaten (Primates). Alle primaten die niet tot de infraorde van de apen behoren worden halfapen genoemd. Een groep halfapen, de spookdiertjes, wordt beschouwd als de nauwste verwant van de apen en samen worden ze geplaatst in de onderorde Haplorhini.
De apen zijn verdeeld in twee groepen ("parvordes"), de breedneusapen (Platyrrhini) uit Midden- en Zuid-Amerika en de smalneusapen (Catarrhini) uit Afrika en Azië. Deze parvordes worden soms als aparte infraordes gezien. Tot de smalneusapen behoren ook de mensapen, inclusief de mensen. In verscheidene talen wordt een onderscheid gemaakt tussen mensapen en andere apen (bijvoorbeeld het Engels: ape (mensaap) en monkey). Het Nederlands maakt dit onderscheid niet en met het woord aap worden ook mensapen aangeduid.
Apen leven voornamelijk in warmere streken, die veelal begroeid zijn met bomen. In de tropische regenwouden komen de meeste soorten voor. De meeste apen zijn dan ook goede klimmers, die een groot gedeelte van de dag in bomen doorbrengen. Slechts enkele soorten wagen zich op de open vlakte (bijvoorbeeld de huzaaraap) of in rotsachtige streken (verscheidene bavianen en makaken) of leven in koudere streken (bijvoorbeeld de Japanse makaak die in Japan tot boven de sneeuwgrens kan worden aangetroffen, of de stompneusapen uit de Himalaya). De gelada, een aan de bavianen verwante apensoort, leeft op de hogergelegen grasvlakten van het Ethiopisch Hoogland. Apen zijn over het algemeen herbivoren, die voornamelijk van vruchten, noten, bladeren, stengels en boomsappen leven. Sommige soorten eten ook dierlijk materiaal, als insecten en vogeleieren. Vooral kleinere apensoorten als de klauwaapjes leven voor een groot gedeelte van insecten. De meeste apen zijn groepsdieren, die leven in grote troepen. Solitaire soorten, als de orang-oetans, zijn ver in de minderheid.
Apen zijn over het algemeen middelgrote boombewonende dieren. Bij veel soorten is de staart langer dan de rest van het lichaam. Bij enkele apen van de Nieuwe Wereld heeft deze staart zich ontwikkeld tot een grijpstaart. Bij mensapen ontbreekt de staart geheel. De benen zijn langer dan de armen, maar niet bij gibbons. Apen hebben relatief grote hersenen en een grote, bolvormige hersenkas, waarmee ze zich onderscheiden van de halfapen. Veel soorten worden als vrij intelligent beschouwd: ze zijn vindingrijk, speels en passen zich gemakkelijk aan veranderende omstandigheden aan. Ook zijn apen meer op hun zicht aangewezen dan de halfapen, die een beter ontwikkeld gehoor en reukzin hebben. De ogen staan recht naar voren gericht.
De kleinste apensoort is het dwergzijdeaapje (Cebuella pygmaea), de grootste de oostelijke gorilla (Gorilla beringei).

## Smalneusapen
De smalneusapen (Catarrhini) zijn de apen die voorkomen in de Oude Wereld, voornamelijk in Afrika en Azië. In het Europese Gibraltar leeft een (mogelijk verwilderde) kolonie berberapen. Hoewel ze bijna allemaal goed kunnen klimmen, brengen veel apen van de Oude Wereld minstens een deel van hun tijd op de grond door. Over het algemeen zijn ze groter dan de apen van de Nieuwe Wereld, en allemaal hebben ze platte nagels aan vingers en tenen. De huid op de billen is bij de meeste soorten verdikt, zodat ze er op kunnen zitten. De neus is smaller en de neusgaten zijn dicht bij elkaar geplaatst en voorwaarts of omlaag gericht. Grijpstaarten hebben ze niet.
Ze worden verder onderverdeeld in de mensapen en de apen van de Oude Wereld. Tot de eerste groep behoren onder andere de gibbons, chimpansees, gorilla's en orang-oetans, tot de tweede groep behoren onder andere de bavianen, mangabeys, makaken, meerkatten en slankapen.

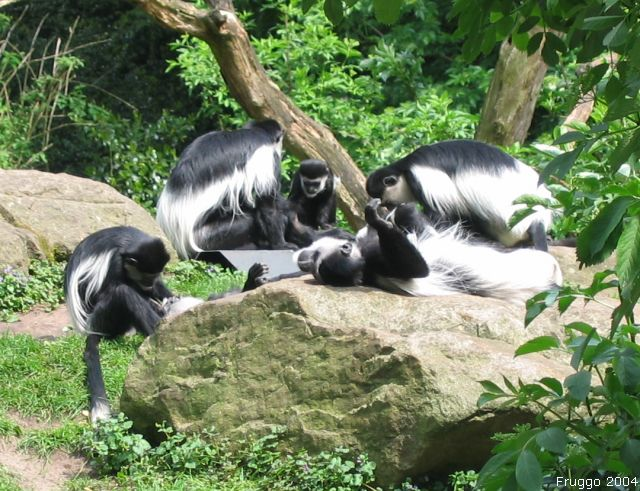
Colobusapen in Dierenpark Emmen, Emmen, mei 2004

Slankapen hebben een gespecialiseerde maag, waardoor ze van moeilijk verteerbare bladeren en onrijpe vruchten kunnen leven. Tot de slankapen behoren onder andere de franjeapen of colobusapen, de langoeren en de neusaap.
Bavianen en makaken leven veel op de grond. Ze hebben wangzakken waarin ze voedsel kunnen wegstoppen als ze op handen en voeten lopen. Meerkatten leven doorgaans hoog in de bomen, hoewel er ook soorten zijn die de voorkeur geven aan de savanne. Er zijn ongeveer twintig verschillende soorten die allemaal in Afrika leven. Ze verschillen onderling sterk in kleur, maar komen overeen in lichaamsbouw. Meerkatten zijn tussen de 70 en 175 cm lang en hebben een staart die een derde tot de helft van hun totale lichaamslengte inneemt. Ze hebben een korte snuit, en zeer handige grijphanden en -voeten. De grote kleurverscheidenheid dient waarschijnlijk om de apen in staat te stellen hun soortgenoten snel te herkennen.

## Breedneusapen

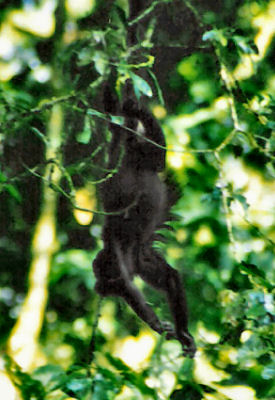
Mantelbrulaap (Alouatta palliata)

Tot de breedneusapen van Midden- en Zuid-Amerika (Platyrrhini) behoren onder andere de brulapen, spinapen, slingerapen, oeakari's, springaapjes, kapucijnapen, doodshoofdaapjes, saki's, grijpstaartapen, bongolio's en klauwaapjes: de oeistiti's, leeuwaapjes en de tamarins. Ook de enige nachtactieve apen behoren tot deze groep. Dit zijn de nachtaapjes, ook wel doeroecoeli's of uilaapjes genoemd. Er bestaan nog wel andere nachtactieve primatensoorten, maar dit zijn allemaal halfapen. Breedneusapen hebben verder uit elkaar staande en wijdere neusgaten, die zijwaarts gericht zijn. Anders dan bij de smalneusapen hebben breedneusapen geen huidverdikkingen op de kont. Enkele soorten hebben een grijpstaart.
De afkomst van deze groep is voor de wetenschappers een raadsel. DNA-onderzoek bevestigt dat ze allemaal nauw verwant zijn en voortkomen uit een gemeenschappelijke voorouder, maar onduidelijk is hoe deze voorouder in Zuid-Amerika terechtkwam, dat al 100 miljoen jaar geleden was losgeraakt van de andere continenten.

## Apen in Nederland en België
In Nederland en België zijn apen te zien in diverse dierentuinen. Apenheul in Apeldoorn is gespecialiseerd in apen. Veel apensoorten leven daar niet alleen in hokken, maar lopen ook vrij tussen het publiek.

## Taxonomie
- Infraorde: Simiiformes (Apen)
  - Parvorde: Catarrhini (Smalneusapen)
    - Superfamilie: Cercopithecoidea (Apen van de Oude Wereld)
      -  Familie: Cercopithecidae (Apen van de Oude Wereld)
        - Onderfamilie: Cercopithecinae (Meerkatachtigen)
          - Geslachtengroep: Cercopithecini (Meerkatten)
          -  Geslachtengroep: Papionini (Hondsapen)

        -  Onderfamilie: Colobinae (Bladapen of slankapen)
          - Geslachtengroep: Colobini (Franjeapen)
          - Geslachtengroep: Presbytini (Langoeren)
          -  Geslachtengroep: Pygathrichini (Stompneusachtigen)

    -  Superfamilie: Hominoidea (Mensapen)
      - Familie: Hominidae (Mensachtigen)
        - Onderfamilie: Dryopithecinae †
        - Onderfamilie: Homininae (Afrikaanse mensapen en mensachtigen)
          - Geslachtengroep: Gorillini (Gorilla's)
          -  Geslachtengroep: Hominini

        - Onderfamilie: Ouranopithecinae †
        -  Onderfamilie: Ponginae
          - Geslachtengroep: Ankarapithecini †
          - Geslachtengroep: Lufengpithecini †
          - Geslachtengroep: Pongini
          -  Geslachtengroep: Sivapithecini †

      -  Familie: Hylobatidae (Gibbons) 

  -  Parvorde: Platyrrhini (Breedneusapen)
    - 
      - Familie: Aotidae (Nachtaapjes)

      - Familie: Atelidae (Grijpstaartapen)
        - Onderfamilie: Alouattinae (Brulapen)
        -  Onderfamilie: Atelinae (Slingerapen en wolapen)

      - Familie: Callitrichidae (Klauwaapjes)

      - Familie: Cebidae (Kapucijnapen en doodshoofdaapjes)
        - Onderfamilie: Cebinae (Kapucijnapen)
        -  Onderfamilie: Saimiriinae (Doodshoofdaapjes)

      -  Familie: Pitheciidae (Sakiachtigen)
        - Onderfamilie: Callicebinae (Springaapjes)
          - Geslachtengroep: Callicebini
          -  Geslachtengroep: Xenothrichini (West-Indische apen) †

        -  Onderfamilie: Pitheciinae (Saki's en oeakari's)